# حذلوم قطيعي
حذلوم قطيعي (الاسم العلمي:†Damaliscus agelaius) هو نوع منقرض من الثدييات يتبع جنس الحذلوم من فصيلة البقريات.